# Calao de der Decken
Tockus deckeni
Espèce
Statut de conservation UICN

 LC  : Préoccupation mineure
Répartition géographique
Le Calao de der Decken (Tockus deckeni), aussi connu en tant que Calao de Decken, est une espèce africaine d'oiseaux appartenant à la famille des Bucerotidae.
Il a été nommé d'après l'explorateur allemand de l'Afrique, le baron Karl Klaus von der Decken (1833-1865).

## Galerie

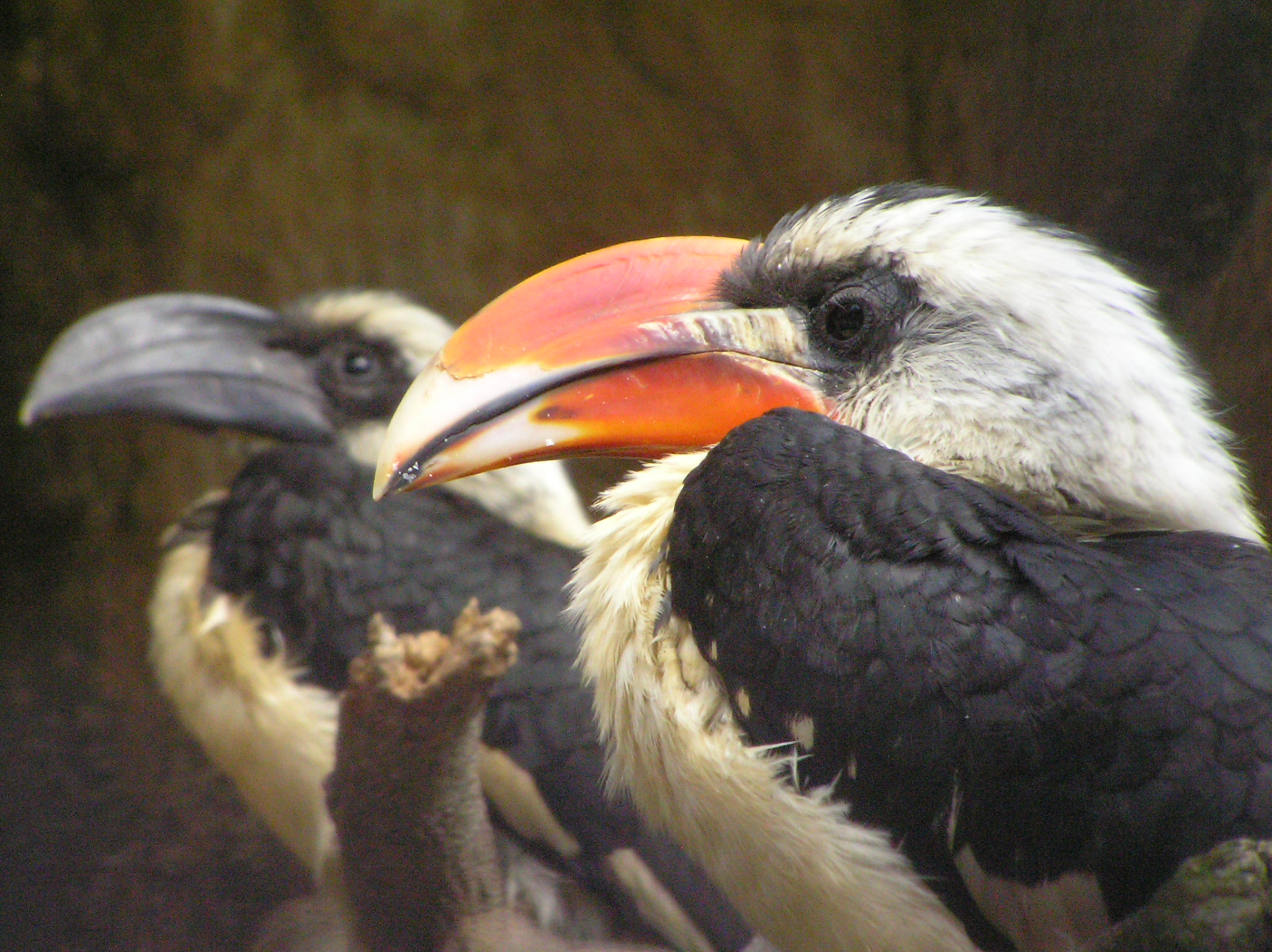
Femelle en arrière, mâle en avant
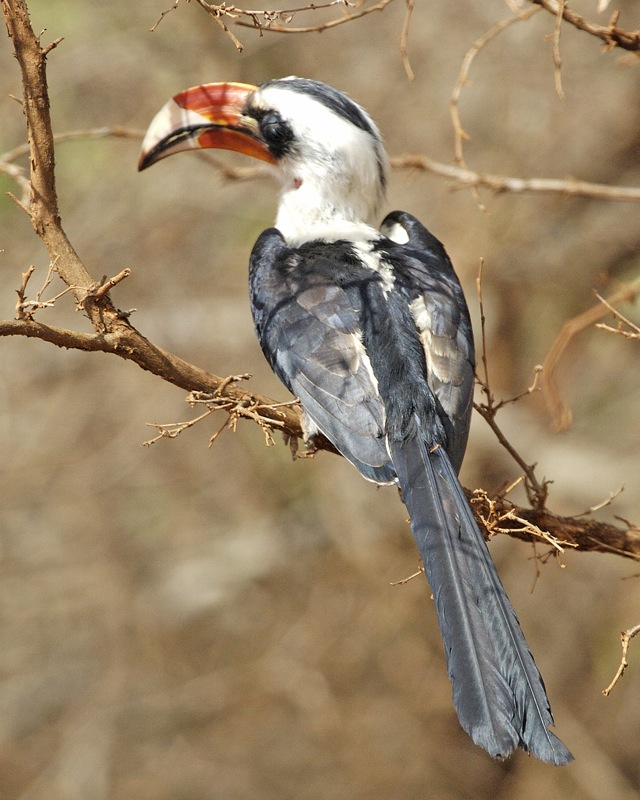
Calao de der Decken (Parc national de Tsavo East, Kenya)
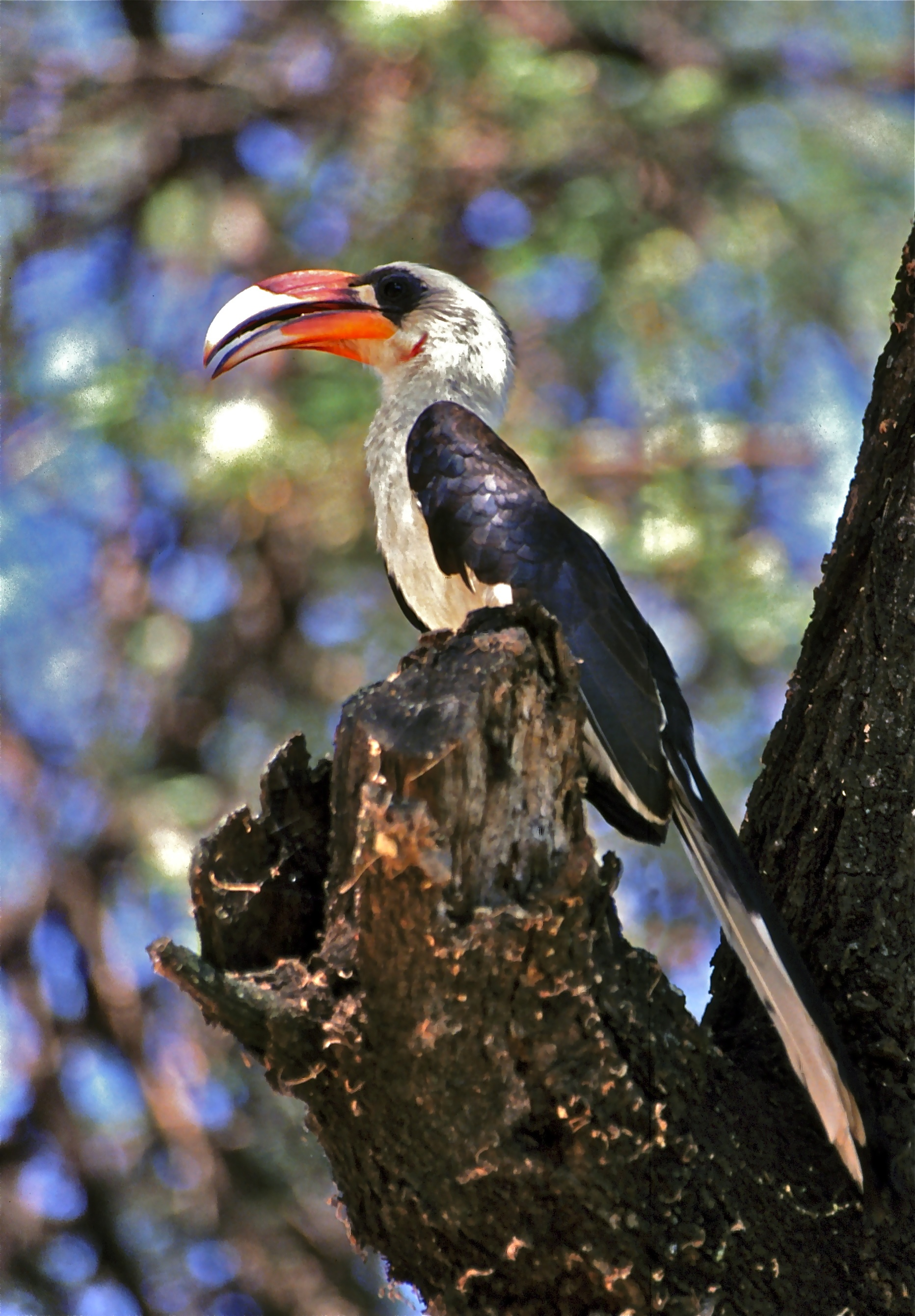
Calao de der Decken (Réserve nationale de Samburu, Kenya)
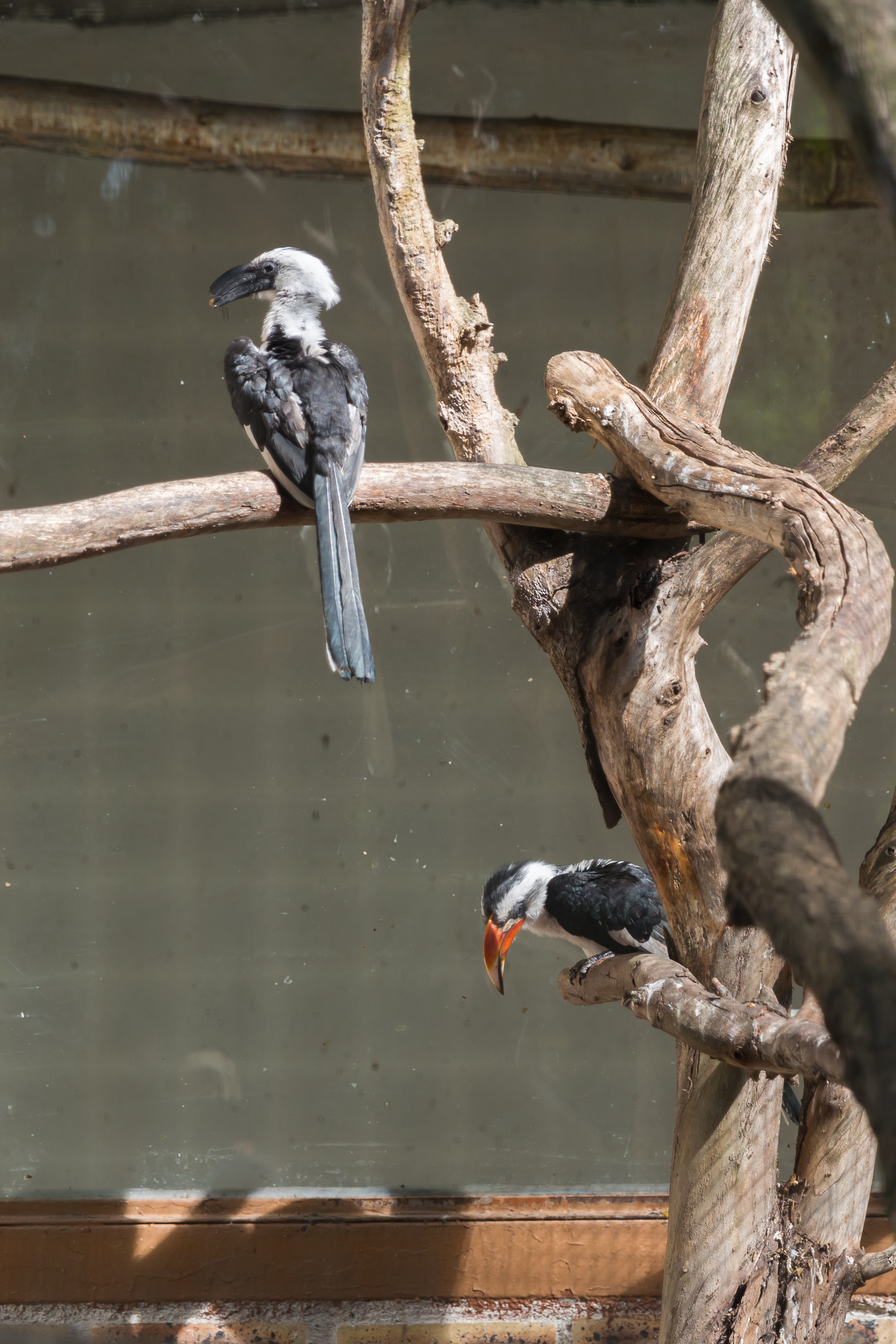
Tockus deckeni (Calao de der Decken) femelle et mâle au centre au ZooParc de Beauval à Saint-Aignan-sur-Cher.
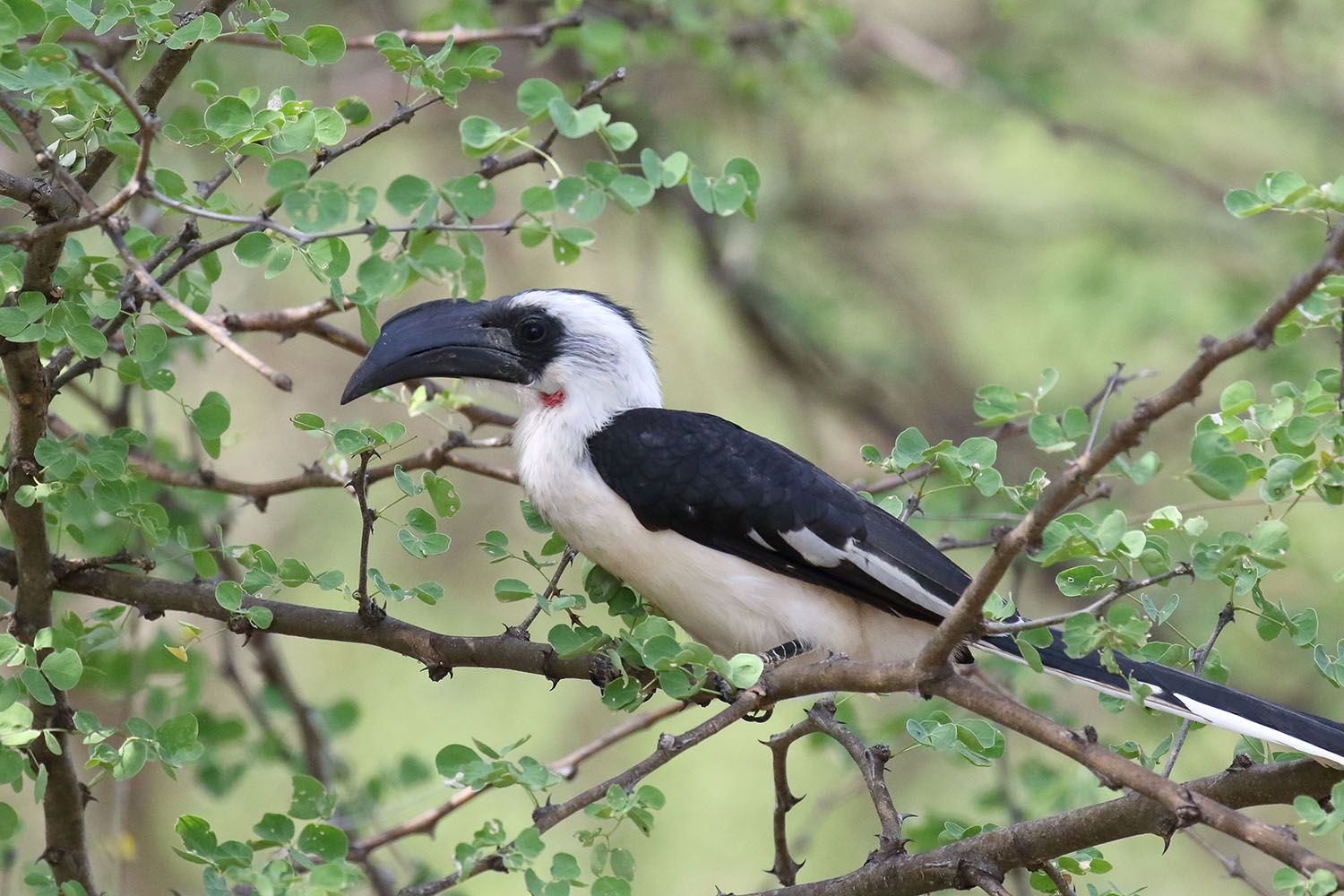
Calao de der Decken, femelle (Meru, Kenya)